# Schierschwende
Schierschwende is een dorp in de Duitse landgemeente Südeichsfeld in het Unstrut-Hainich-Kreis in Thüringen. Het dorp wordt voor het eerst genoemd in een oorkonde uit 1545. 
In 1995 werd de tot dan zelfstandige gemeente toegevoegd aan Katharinenberg, dat in 2011 opging in de landgemeente.